# Дамрін Ігор Володимирович
Ігор Волод́имирович Д́амрін (1 червня 1988 року, Заводське, Полтавська область — 27 березня 2024 року, Донеччина) — загиблий воїн Національної гвардії України, учасник російсько-української війни.

## Життєпис
Ігор Дамрін народився 1 червня 1988 року в місті Заводське, що на Полтавщині. З 1995 по 2004 рік навчався у Червонозаводській ЗОШ № 2, а з 2004 по 2006 рік навчався в місцевому професійно-технічному училищі № 32, де отримав професію столяра. Одружився 2008 року.[джерело?] З початком повномасштабного вторгнення, 18 березня 2022 року, Ігор був призваний до лав Національної гвардії України і служив на фронті зі званням старшого солдата. Він брав участь у багатьох бойових операціях. Ігор загинув під час боїв на Донецькому фронті. Прощання з Ігорем Дамріним відбулося в неділю, 12 травня 2024 року. Мешканці громади вшанували пам'ять полеглого воїна, утворивши живий коридор[неавторитетне джерело]. Воїна поховали на кладовищі у масиві Брисі.

## Нагороди
- Орден «За мужність» ІІІ ступеня[7]